# 雨宮庸蔵
雨宮 庸蔵（あめみや ようぞう、1903年〈明治36年〉1月1日 - 1999年〈平成11年〉12月2日）は、日本の編集者。

## 経歴
山梨県南巨摩郡鰍沢町（現富士川町）生まれ。早稲田大学社会哲学科卒。在学中から、早稲田の先輩である嶋中雄作宛に毎月『中央公論』の精細な批評を書き送り、1928年（昭和3年）中央公論社に入社、1929年（昭和4年）7月『中央公論』編集長に就任。谷崎潤一郎を担当し、1932年（昭和7年）出版部長に転じる。1934年（昭和9年）より『谷崎潤一郎訳源氏物語』を担当し、山田孝雄に校閲を頼む傍ら、谷崎との相談で皇室に関する部分の削除を決めた。
1937年『中央公論』編集長に復帰するも、1938年（昭和13年）同誌3月号に石川達三「生きてゐる兵隊」を掲載したことで石川とともに刑事告発され、責任をとって退社。1年後、新聞紙法違反で禁錮4ヶ月、執行猶予3年の刑を受ける。戦前の言論弾圧事件として知られる事件である。
1940年（昭和15年）2月26日に民間アカデミーとして文部省認可が下りた国民学術協会の主事に就任。嶋中や桑木厳翼、清澤洌、長谷川如是閑らと共に、1944年（昭和19年）の活動中断まで役員を務めた。
戦後は馬場恒吾の引きで読売新聞社に入社、科学部長、論説委員を務めた。回想録『偲ぶ草 ジャーナリスト六十年』（中央公論社、1988）があり、谷崎より雨宮宛の書簡は谷崎記念館より刊行されている。

## 著作

### 単著
- 『軍縮問題をめぐる東西の争点 ソ連は真に平和を欲しているか？』新国民外交調査会、1960年5月。 NCID BB21598426。
- 『冷戦的共存と軍縮の新段階 パリ会談決裂に関するソ連の態度と強圧政策』新国民外交調査会、1960年6月。 NCID BN0679163X。
- 『偲ぶ草 ジャーナリスト六十年』中央公論社、1988年11月。 NCID BN03760414。全国書誌番号:89011741。
- 『父庸藏の語り草』雨宮広和、2001年。全国書誌番号:20258135。

### 共訳
- オグバーン 著、雨宮庸蔵・伊藤安二 訳『社会変化論』育英書院、1944年2月。 NCID BN05643637。全国書誌番号:46012235　　全国書誌番号:54007084 NDLJP:1061825。